# Wilhelm Malaniuk
Wilhelm Malaniuk (* 26. Juni 1906 in Oberndorf bei Eger; † 20. Dezember 1965 in Wien) war ein österreichischer Jurist.

## Leben
Wilhelm Malaniuk wuchs in Baden bei Wien auf, wo sein in Biały Kamień (einem Dorf in der Region Lemberg bei Złoczów) geborener Vater Lukas Malaniuk, ein k.u.k. Berufssoldat, während und nach dem Ersten Weltkrieg das Lazarett bzw. Erholungsheim Sauerhof führte.
Im Jahr 1929 schloss Wilhelm Malaniuk sein Studium an der Universität Wien ab. Es folgte die Gerichtspraxis in Wien und Umgebung. 1933 wurde er Richter in Mödling und ein Jahr später in Baden. Im selben Jahr (1934) wurde er zum Präsidialsekretär beim Oberlandesgericht in Wien ernannt. Nachdem er 1937 unter Beibehaltung der Tätigkeit auf einen Posten in der Staatsanwaltschaft Wien II versetzt worden war, wurde er im März 1938 von den NS-Behörden seines Postens enthoben, kurzzeitig verhaftet und schließlich ohne Pensionsanspruch zwangspensioniert. Von 1934 bis 1938 war Malaniuk Gemeindevertreter der Stadt Baden und Bezirkswerbeleiter der Vaterländischen Front, wobei er dabei entgegen der Parteilinie schon früh als Hauptfeind die NSDAP ansah, die christlich-konservativen Elemente zurückdrängen wollte und auf Ausgleich mit der SDAP-Wählerschaft unter Betonung eines neuen Österreichbewusstseins drängte. 1937 eskalierte der schon lange andauernde Konflikt zwischen Malaniuk und dem Badner Bürgermeister Josef Kollmann und Malaniuk wurde ab dem März 1937 bei der Gemeindearbeit nicht mehr zugezogen.
1938 bis 1940 war er Rechtsanwaltsanwärter. In den Jahren 1940 bis 1945 leistete er als Mannschaftsdienstgrad Wehrdienst in der deutschen Wehrmacht, bis er im April 1945 in Wien Kontakt mit der Justiz aufnahm und mit dem 13. April 1945 wieder in den Justizdienst berufen wurde. Er wurde Präsidialsekretär beim Landesgericht für Zivilrechtssachen Wien und 1946 zum Vizepräsidenten des Landesgerichts ernannt. Von 1946 bis 1950 war er Vorsitzender der Fachgruppe Richter und Staatsanwälte der Gewerkschaft der öffentlichen Bediensteten. Wilhelm Malaniuk wurde 1948 erster Obmann der österreichischen Richtervereinigung, die nach dem Krieg unter schwierigsten Bedingungen wieder errichtet wurde. 1949 übernahm er zunächst die Leitung des Kreisgerichtes Korneuburg, bis er am 21. August 1949 zum Präsidenten des Kreisgerichtes Korneuburg ernannt wurde. Von 1947 bis 1950 war er Mitglied der Rückstellungskommission in Wien und ab 1949 Obmann der Versicherungsanstalt öffentlich Bediensteter (damals KVA).
1955 habilitierte er sich in Wirtschaftsstrafrecht und wurde zum Präsidenten des Landesgerichtes für Strafsachen Wien ernannt. Wilhelm Malaniuk war Mitglied der Strafrechtskommission zur Neufassung des Strafgesetzbuches und wurde 1959 Ersatzmitglied des Verfassungsgerichtshofes. Am 22. September 1959 konstituierte sich der Österreichische Juristentag (ÖJT) auf maßgebliches Betreiben von Wilhelm Malaniuk. 1963 wurde er Präsident des Oberlandesgerichtes Wien. Wilhelm Malaniuk stand in Kontakt mit Hans Kelsen und besuchte diesen im August 1964 an der University of California in Berkeley. Im Juni 1965 wurde er außerordentlicher Hochschulprofessor an der Hochschule für Welthandel in Wien.
Wilhelm Malaniuk war verheiratet mit Maria Malaniuk und deren gemeinsames einziges Kind Peter Malaniuk, geb. 1942, wie der Enkel Michael Malaniuk war bzw. ist Notar in Wien, die Enkelin Elisabeth Malaniuk hat einen Abschluss an der Wirtschaftsuniversität Wien. Er war mit der Opernsängerin Ira Malaniuk verwandt. Schwager von Wilhelm Malaniuk war der 1944 umgekommene österreichische Widerstandskämpfer und Eisenbahningenieur Viktor Gromaczkiewicz, welcher auch Mitglied der Bewegung "Österreichische Aktion" um Ernst Karl Winter, Hans Karl Zeßner-Spitzenberg und Walter Krajnc war.
Malaniuk starb nach kurzer Krankheit während der aktiven Berufslaufbahn und liegt am Friedhof St. Helene in Baden bei Wien begraben.

## Lehre
Seine Lehrbücher wurden bald nach seinem Tod in den späten 1960- und 1970er Jahren aus der österreichischen Juristenausbildung verbannt. Wilhelm Malaniuk versuchte darin auch die Verbrechen im bzw. des NS-Staates juristisch streng aufzuarbeiten. Er begründete vor allem die Zulässigkeit der Nichtanwendung des Rückwirkungsverbotes bei Kriegsverbrechergesetz und Verbotsgesetz: 

„Denn dabei handelt es sich um strafbare Handlungen, welche die Gesetze der Menschlichkeit so gröblich verletzen, dass solchen Rechtsbrechern kein Anspruch auf die Garantiefunktion des Tatbestandes zukommt. Die Verbrechen des nationalsozialistischen Regimes stellen weiters Verletzungen von Verträgen und des Völkerrechtes dar.“

 Hinsichtlich Kriegsverbrechergesetz und Kriegsverbrechen in Verbindung mit Befehlsstrukturen meinte Malaniuk: 

„In dem von den Nationalsozialisten angezettelten Krieg wurden die Anforderungen der Menschlichkeit sowie die Grundsätze des Völkerrechtes und des Kriegsrechtes in einem solchen Ausmaße verletzt, dass man hierfür nicht mehr allein die Staatsführung verantwortlich machen zu müssen glaubte, sondern auch die einzelnen Staatsbürger, weil sie wissen mußten, dass sie durch ihre Handlungen gröblich die Grundsätze verletzten, deren Einhaltung von jedem Angehörigen des abendländischen Kulturkreises gefordert werden mußte.“

Der entschiedenste Gegenspieler von Wilhelm Malaniuk zum Rückwirkungsverbot war der Innsbrucker Strafrechtsprofessor Theodor Rittler, welcher ein rechtstheoretisches Fundament propagierte, das viele NS-Verbrechen ungesühnt ließ. Als Gegner Malaniuks ist auch noch der Innsbrucker Strafrechtsprofessor Friedrich Nowakowski zu nennen.

## Auszeichnungen
- 1956: Großes Silbernes Ehrenzeichen für Verdienste um die Republik Österreich
- 1958: Komturkreuz für Verdienste um das Bundesland Burgenland

## Schriften
- Lehrbuch des Strafrechts: Band 1 Strafrechtliche Tatbestände des österreichischen Strafgesetzes, der strafrechtlichen Nebengesetze und anderer Gesetze, 1. T : Delikte gegen einzelnen; 2. T Delikt gegen die Gesamtheit; Band 2 vom Lehrbuch Strafrecht; Manzsche Verlagsbuchhandlung, 1947–1949.
- Die Abtreibung und verwandte Delikte als Rechtsproblem, Styria Verlag, Graz, 1956.
- Die Stellung des Richters und die Prozeßreform, in: [ohne Hrsg.]: Festschrift zur Fünfzigjahrfeier der österreichischen Zivilprozessordnung 1898–1948 (Wien 1948), S. 175–200.